# Ivan le Terrible (film, 1917)
Pour les articles homonymes, voir Ivan le Terrible (homonymie).
Pour plus de détails, voir Fiche technique et Distribution.
Ivan le Terrible (titre original : Ivan, il terribile) est un film italien réalisé par Enrico Guazzoni, sorti en 1917.

## Synopsis
La vie du Tsar Ivan le Terrible de 1547 à 1584.

## Fiche technique
- Titre original : Ivan, il terribile
- Réalisation : Enrico Guazzoni
- Scénario : Enrico Guazzoni
- Société de production : Società Italiana Cines
- Société de distribution : Società Italiana Cines
- Pays d'origine :  Royaume d'Italie
- Langue : italien
- Format : Noir et blanc – 1,33:1 – 35 mm – Muet
- Genre : film historique
- Longueur de pellicule : 1 504 m
- Année : 1917
- Dates de sortie :
  -  Royaume d'Italie : août 1917
  -  Espagne : 1er novembre 1919
  -  Portugal : 22 juin 1922
- Autres titres connus :
  -  Espagne : Iván el terrible
  -  Portugal : Ivan, O Terrível
  - Pays anglophones : Ivan the Terrible

## Distribution
- Amleto Novelli : Ivan
- Lina Dax : Helena
- Matilde Di Marzio : la Romanova
- André Habay : Vladimir
- Angelo Gallina